# Агабальянц Георгій Герасимович
Георгій Герасимович Агабалья́нц (нар. 5 жовтня 1904 Кізляр — пом. 20 березня 1967, Москва) — радянський вчений в галузі хімії і технології вина. Доктор сільськогосподарських наук з 1937 року, професор з 1934 року.

## Біографія
Народився 5 жовтня 1904 року в місті Кізлярі (нині Дагестан, РФ) в родині виноградарів і виноробів, які створили популярні «Агабаловські підвали». У 1926 році закінчив Новочеркаський сільськогосподарський інститут. Потім близько року працював спеціалістом-виноробом в «Абрау-Дюрсо». У жовтні 1927 року зарахований аспірантом кафедри сільськогосподарської технології і виноробства Донського інституту.
У червні 1930 року призначений завідувачем Донською енохімічною лабораторією, яка за час його керівництва розширювалася і реорганізовувалася спочатку у 1931 році Донський пункт по виноградарству і виноробству, а у 1935 році в Донську філію центральної дослідної станції, а 1936 році у Всеросійський науково-дослідний інститут виноградарства і виноробства, в якому він був заступником директора з наукової роботи та завідувачем енохіміческой лабораторією. Одночасно у 1930—1931 роках був доцентом і завідувачем кафедрою хімії і технології плодів і винограду Новочеркаської академії сільського господарства, у 1932 році читав лекції в Ростовському харчовому інституті і Гірському сільськогосподарському інституті міста Орджонікідзе.
З 1933 по 1935 рік завідував кафедрою хімії і технології плодів і винограду Дагестанського плодо-виноградного інституту. У 1934 році був затверджений Вищою атестаційною комісією в званні професора. У 1937 році захистив докторську дисертацію «Мікрометод в енохімії». Цього ж року перейшов на роботу в Краснодарський інститут виноробства і виноградарства спочатку професором, а з 1943 року — завідувачем кафедри. З 1939 по 1948 рік був заступником директора з наукової і навчальної роботи Краснодарського інституту харчової промисловості, поєднував навчальну та науково-дослідну роботу з виробничою:
- з 1939 по 1943 рік був заступником головного шампаністів;
- з 1943 по 1949 рік — головним шампаністом винрадгоспу Абрау-Дюрсо;
- з 1948 по 1952 рік одночасно завідував відділом технології Інституту виноробства і виноградарства АН Вірменської РСР[3].

1961 року переїжджає в Москву, очолює кафедру технології харчових виробництв, а потім кафедру технології виноробства Всесоюзного заочного інституту харчової промисловості. У 1964 році створює при інституті на території Московського заводу шампанських вин галузеву лабораторію технології ігристих вин.
Вчений був членом науково-технічної ради Міністерства харчової промисловості СРСР і головою виноробної секції, членом експертної комісії ВАК, членом редакційної колегії журналів «Харчова промисловість» і «Виноробство і виноградарство СРСР», членом Центральної дегустаційної комісії виноробної промисловості.
Помер в Москві 20 березня 1967 року. Похований на Вірменському кладовищі в Москві.

## Наукова діяльність
Перші наукові праці були присвячені розробці нових методів аналізу вин, впровадження хіміко-технологічного контролю виробництва. У 1933 році, спільно зі своїм учителем, а в подальшому близьким другом і колегою професором А. М. Фроловим-Багрєєвим видав книгу «Хімія і методи дослідження продуктів переробки винограду». Ця праця протягом багатьох років була основним керівництвом для вузів, науково-дослідних і заводських лабораторій.
Вченим запропонована науково обґрунтована класифікація вин, вивчений механізм процесів, що відбуваються при мадеризації, хересуванні, перегонці вина на коньячний спирт, витримці коньячних спиртів. Спільно з А. А. Мержаніаном і С. О. Брусиловським розроблений і впроваджений в промисловість принципово новий спосіб виробництва шампанського в безперервному потоці з автоматизацією технологічного процесу. Ним створені і впроваджені прогресивні способи безперервної перегонки вина на коньячний спирт і витримки коньячних спиртів у великих резервуарах із зануреною клепкою. Розроблено нові способи виробництва мадери, хересу, запропоновані нові методи аналізу хімічного складу і контролю якості вин, прийоми стабілізації соків і вин, схема комплексної утилізації відходів виноробства, технологія виробництва червоних ігристих вин та інше.
Автор 70 наукових праць та 14 винаходів. Серед праць:
- Химия вина. — Москва, 1951 (у співавторстві)(рос.);
- Химико-технологический контроль производства Советского шампанского. — Москва, 1954(рос.);
- Химико-технологический контроль виноделия. — Москва, 1969 (у співавторстві)(рос.).

## Відзнаки
- Нагороджений двома орденами Трудового Червоного Прапора і орденом «Знак Пошани»;
- Ленінська премія за 1961 рік (за розробку і впровадження методу безперервної шампанізації);
- заслужений діяч науки і техніки РРФСР з 1964 року.